# Überfall auf die Niederlande, Belgien und Luxemburg
Der Überfall auf die Niederlande, Belgien und Luxemburg im Zweiten Weltkrieg begann am 10. Mai 1940 und war als „Fall Gelb“ geplant. Durch den Angriff auf diese neutralen Staaten sollte ähnlich wie beim Schlieffen-Plan der notwendige Raum zur Umsetzung des Sichelschnittplans gewonnen werden. Anders als im Ersten Weltkrieg wurden dabei auch die neutralen Niederlande angegriffen. Die Niederlande kapitulierten am 14. Mai und Belgien am 28. Mai 1940.

## Politische und militärische Lage in Europa Anfang 1940
Im Jahr 1920 hatte Belgien mit Frankreich ein militärisches Abkommen geschlossen, dem zufolge die belgische Armee die französischen Truppen im Falle eines deutschen Angriffes gegen Frankreich zu unterstützen hatte, und das jedenfalls ein gemeinsames militärisches Vorgehen vorsah. Am 7. März 1936 besetzten deutsche Truppen die entmilitarisierte Zone des Rheinlandes. Da auf diese Besetzung jedoch keine französische Reaktion folgte, zweifelte Belgien nun die Glaubwürdigkeit Frankreichs an und legte als neue Sicherheitsrichtlinie die strikte Neutralität fest. 

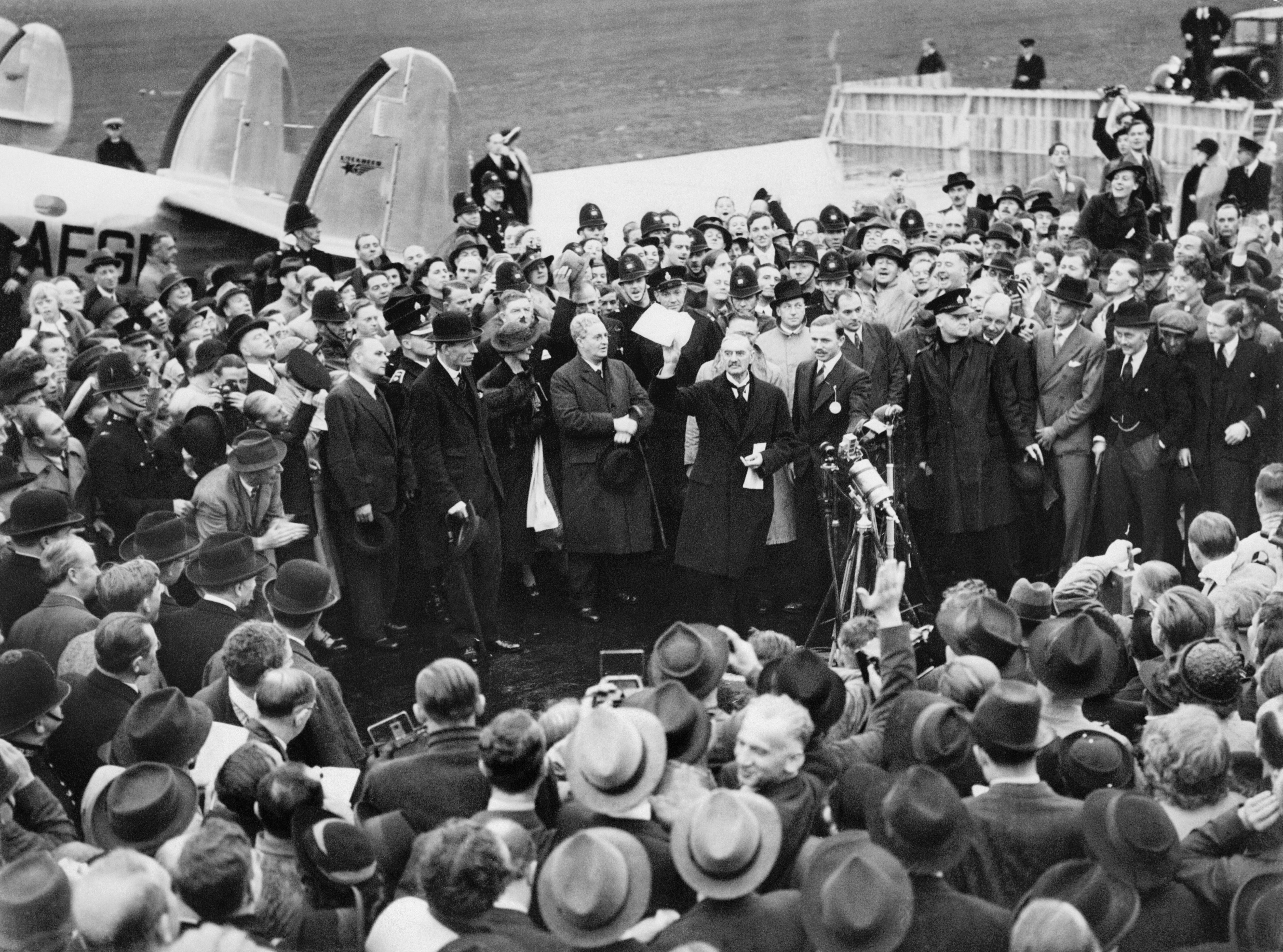
Chamberlain mit dem Text des Münchner Abkommens, Flughafen Heston, 30. September 1938

Bei der darauffolgenden Zerschlagung der Tschechoslowakei 1939 wurde vom französischen Botschafter Robert Coulondre in Berlin lediglich eine Protestnote überreicht. Die Zerschlagung der Tschechoslowakei wurde als offener Bruch des Münchner Abkommens angesehen und hatte eine Zuspitzung der internationalen Lage zur Folge. Das Vereinigte Königreich, Frankreich, Polen, die Vereinigten Staaten von Amerika und die Sowjetunion erkannten die faktische Annexion der Tschechoslowakei nicht an. Großbritannien wich von seiner bisherigen Appeasement-Politik ab und erteilte am 31. März gemeinsam mit Frankreich dem polnischen Staat eine britisch-französische Garantieerklärung.
Am 23. August 1939 wurde der deutsch-sowjetische Nichtangriffspakt geschlossen. Zu diesem Zeitpunkt ging die belgische Regierung davon aus, dass sie von Deutschland als Verbündete im Krieg gegen den Osten und Westen angesehen wurde. Drei Tage später mobilisierte Belgien die Armee, am 28. August die Niederlande. Zu Beginn des deutschen Überfalls auf Polen am 1. September 1939 sah das belgische Oberkommando vorerst wenig Gefahr von deutscher Seite. Man richtete alle Aufmerksamkeit auf die französisch-britische Allianz, da man fürchtete, diese würde sich auch auf das belgische Gebiet erstrecken. Die folgende Kriegserklärung Frankreichs gegen Deutschland führte zunächst lediglich zu einer Mobilisierung der Reserven und einer begrenzten und erfolglosen Offensive an der Saar. Mit der gleichzeitigen britischen Kriegserklärung an Deutschland begann am 3. September 1939 der sogenannte „Sitzkrieg“, der bis zum deutschen Angriff auf Frankreich andauerte.
Am 27. September 1939 teilte Hitler den Oberbefehlshabern der Teilstreitkräfte seinen Entschluss mit, noch im gleichen Jahr – unter möglicher Verletzung der Neutralität Belgiens und der Niederlande – im Westen, die Initiative zu ergreifen. Am 10. Oktober erließ das Oberkommando des Heeres gegen starke Bedenken aus der Generalität die Weisung Nr. 6 zur Kriegführung mit dem Ziel der „Vernichtung unserer westlichen Gegner“. Nach dem Fall der polnischen Hauptstadt am 28. September 1939 entschied Belgien, den Großteil seiner Truppen an die Grenze zu Deutschland zu verlegen in der Annahme, dass Deutschland seinerseits Armeeteile nach Westen verlagern wolle. 

## Ziel der deutschen Invasion
Mit dem Kriegsausbruch an der Westfront Deutschlands sollte der Grundstein für die deutsche Invasion auf das Vereinigte Königreich gelegt werden, um schlussendlich auf dem europäischen Kontinent eine Übermacht zu erlangen. Das ursprüngliche Angriffsziel sah vor, starke belgisch-britisch-französische Kräfte aufzureiben und Häfen an der Nordseeküste zu zerstören, um diese in weiterer Folge in Besitz zu nehmen. Aufgrund des unmittelbaren Erfolges wurde das ursprüngliche Operationsziel unter Generalleutnant, später Generalfeldmarschall, Erich von Manstein zu einem Gesamtsieg auf dem westeuropäischen Kontinent ausgeweitet.
Das Ziel der Niederlande, Belgiens, Großbritanniens und Frankreichs hingegen war die Abwendung der deutschen Bedrohung. Bis zum Tag der Invasion am 10. Mai 1940 hielt sich die belgische Regierung in Einklang mit ihrer Politik an die Neutralität und ließ keine ausländischen Truppen auf belgischem Staatsgebiet zu. Französische Truppen und das britische Expeditionskorps (BEF) wurden lediglich in Frankreich, in der Nähe der belgischen Grenze, stationiert.

## Mobilisierung und Ausnahmeregelungen

### Belgische Armee
Die in Friedenszeiten aus 100.000 Mann bestehende belgische Armee wurde im Zuge der Mobilisierung von Ende August 1939 bis Anfang Mai 1940 auf 22 Divisionen erhöht. Die Feldarmee bestand zu Beginn der Kampfhandlungen aus vier regulären Armeekorps und drei Reserve-Korps mit je zwei bis drei Divisionen sowie einem (teilmotorisierten) Kavallerie-Korps, einer Küstengruppe, einer unabhängigen Operationsgruppe sowie zwei unabhängigen Infanterie-Divisionen. Die Gesamtstärke nach Mobilmachung lag bei etwa 550.000 Soldaten, für ein kleines Land mit acht Millionen Einwohnern eine bemerkenswerte Leistung. Hauptsächlich bestand die belgische Armee aus Berufssoldaten, Wehrpflichtigen und Reservisten.
Die Truppen wurden in öffentlichen Gebäuden, Schulen und Holzbaracken in der Nähe der vorbereiteten Verteidigungsstellungen einquartiert. Der Tagesablauf bestand aus militärischem Unterricht, Zielübungen, Organisation in den Verteidigungsstellungen und Durchführung von Feldarbeit. Ebenso wurden Notfallübungen abgehalten. Nach einer Notlandung einer deutschen Messerschmitt Bf 108 in den Nachtstunden des 10. Januar 1940 (Mechelen-Zwischenfall) wurde erstmals Alarm ausgelöst. Die tatsächliche Alarmierung erfolgte am 9. April 1940, nach dem deutschen Einmarsch in Dänemark und Norwegen (Unternehmen Weserübung).
Im Zuge der Mobilisierung wurden auch Ausnahmeregelungen erlassen. Väter größerer Familien, Lehrer, Eisenbahnarbeiter, Bergleute und Bergbauingenieure wurden aus der Armee entlassen und nach Hause geschickt. Zusätzlich wurden Bauern beurlaubt. Unter diesem Personenkreis gab es eine Vielzahl an Reserveoffizieren. Viele Soldaten empfanden diese Ausnahmen als ungerecht. Disziplin und Moral waren dadurch betroffen und wurden zusätzlich noch von der NS-Propaganda und nationalistisch gesinnten Belgiern (Rexisten) weiter untergraben.

### Französische Armee
In Frankreich erfolgte die Mobilisierung auf gleiche Art und Weise. Im Mai 1940 war das französische Heer an der Nord-Ost-Front, welche sich von der Schweiz bis zur Nordsee erstreckte, in die 1., 2. und 3. Armee-Gruppe sowie die 7. Armee unterteilt. Kolonialtruppen aus Algerien, Marokko und Tunesien galten ebenso als Teil der national-französischen Streitkräfte, und Nordafrikaner stellten einen großen Anteil in der Armee Frankreichs. Es existierten neun Divisionen von Kolonial-Infanterien, weiterhin verfügte die 102. Festungs-Division in der Maginot-Linie jeweils über eine Halb-Brigade von Maschinengewehrschützen aus Indochina und Madagaskar. Zusätzlich wurden eine Reihe von französischen Divisionen durch die Hinzunahme von Regimentern aus den Kolonien auf vollständige Stärke gebracht.
Auch in Frankreich erfolgten Ausnahmeregelungen. Diese Ausnahmen wurden dort als „Spezialallüren“ empfunden und hatte die gleichen moralischen Auswirkungen auf die Armee wie jene in Belgien. Das französische Oberkommando sah zu diesem Zeitpunkt keine Bedrohung oder unmittelbare Gefahr für Frankreich. Auch wurde nach Abschluss des Einmarsches der Deutschen in Polen auf baldigen Frieden gehofft.

### Britische Armee

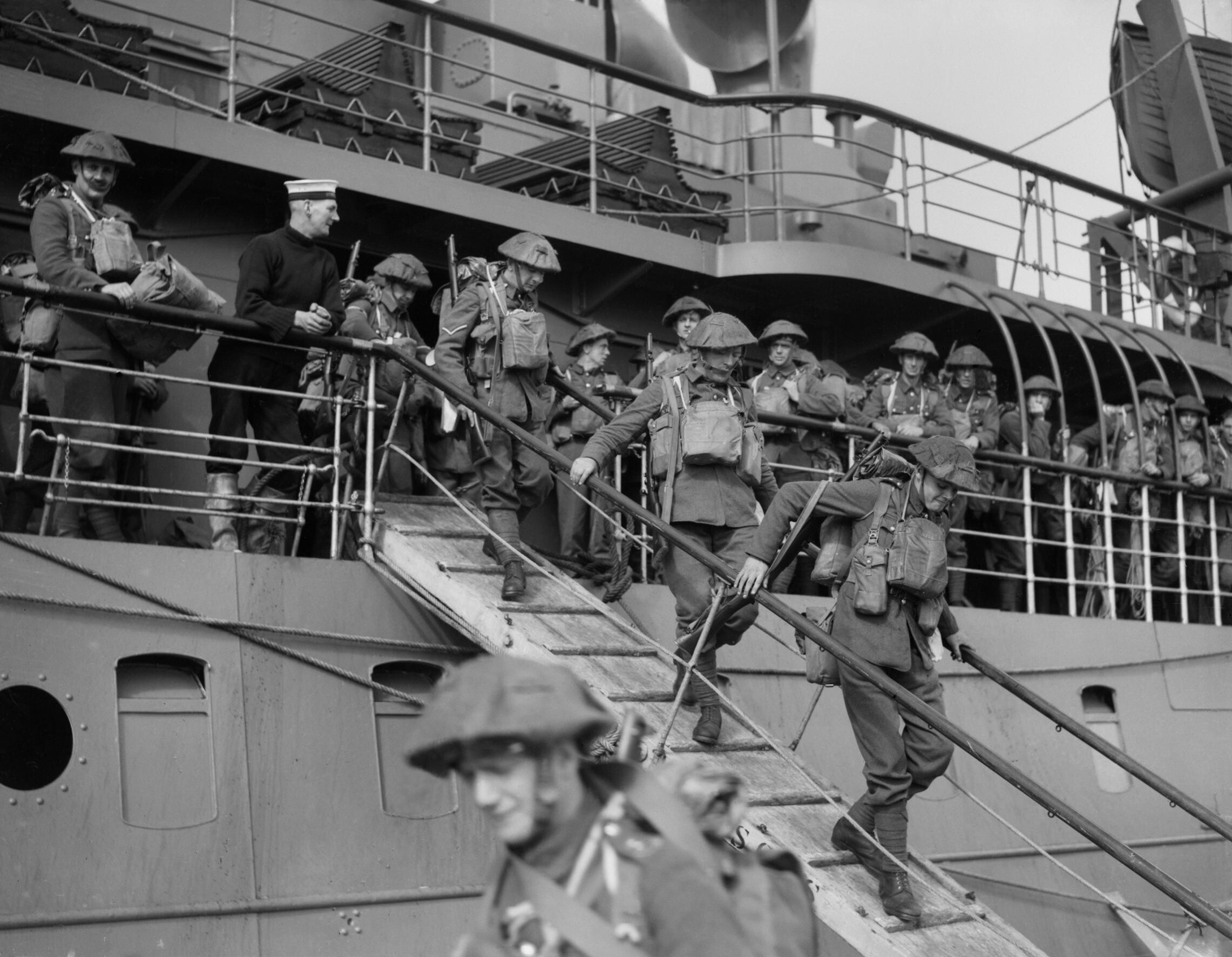
Britische Soldaten des BEF landen im September 1939 in Cherbourg

In den ersten sechs Monaten des Zweiten Weltkrieges gab es wenig Kampfhandlungen an der Westfront, mit Ausnahme einer kleinen und halbherzigen französischen Offensive in der Saar-Region. Das britische Expeditionskorps BEF führte Übungen durch, verstärkte seine Stellungen und legte Depots und Vorratslager an. Von November 1939 an befand sich, in Absprache mit den Franzosen, immer eine der englischen Divisionen für einen kurzen Zeitraum an der Saar-Front und unter französischem Kommando, um Einsatzerfahrung zu sammeln. Ende April 1940 hatte das BEF eine Stärke von 394.165 Mann und war in zehn Divisionen aufgeteilt.

### Niederländische Armee
Da die niederländische Regierung hoffte, wie im Ersten Weltkrieg auch im Zweiten Weltkrieg außerhalb des Kriegsgeschehens bleiben zu können, war sie zu keiner gemeinsamen Verteidigungsplanung mit den Belgiern oder den Alliierten bereit gewesen. Das aus neun Divisionen bestehende niederländische Heer sowie 125 zumeist ältere Flugzeuge waren der modern ausgerüsteten Wehrmacht jedoch allein nicht gewachsen. Im weiteren Verlauf der Kämpfe zog sich die niederländische Armee nicht nach Süden in Richtung anmarschierender alliierter Truppen zurück, sondern in die Festung Holland.

### Luxemburgische „Force Armée“
Die Luxemburger Regierung hoffte, dass Deutschland die unbewaffnete Neutralität des Landes zwischen Siegfried- und Maginotlinie respektieren würde. Das Großherzogtum verfügte ausschließlich über eine aus der Gendarmerie Grand-Ducale und der Luxemburger Freiwilligenkompanie gebildete Polizeitruppe. Die Sollstärke dieser beiden Verbände betrug bei Kriegsausbruch lediglich 260 Gendarmen und 300 Berufssoldaten. Die Regierung begann im Februar 1940 mit der Errichtung einer Verteidigungslinie entlang der Grenzen. Die Schusterlinie genannte Anlage bestand aus 41 Betonsperren und Eisentoren, die den deutschen Vormarsch während der Invasion am 10. Mai 1940 jedoch nicht erheblich verlangsamen konnten. Die Regierung und die Bevölkerung hofften im Verteidigungsfall auf eine militärische Intervention der französischen Armee.

## Belgischer und niederländischer Verteidigungsplan

### Belgischer Plan mit französischer und britischer Unterstützung
Trotz Neutralitätspolitik erarbeiteten die belgischen und französischen militärischen Führungen gemeinsam mit den Briten unter strenger Geheimhaltung einen gemeinsamen Verteidigungsplan. Dabei wurde eine Art Neuauflage des Schlieffen-Plans von 1914 unter Einbezug der Maginot-Linie als Lösung herangezogen, um einen deutschen Vormarsch im Flachland zu verhindern. Tatsächlich umfassten die Anfangsplanungen der Deutschen einen Feldzug im Westen mit Schwerpunkt der Angriffswelle auf den Norden Belgiens.
Diese gemeinsame Strategie beruhte auf einem „defensiven, linearen Widerstand“. Im Wesentlichen handelte es sich dabei um das Modell des Frontenkrieges wie im Ersten Weltkrieg. Die Belgier verfügten mit Lüttich, Antwerpen und Namur über drei befestigte Plätze; die Masse des Heeres (20 Divisionen) sollte jedoch in den Grenzstellungen zu Deutschland, Luxemburg und den Niederlanden sowie in der Tiefe am Albert-Kanal eingesetzt werden. Mit dem Ausbau einer dritten Verteidigungslinie, der KW-Stellung (Koningshooikt-Wavre-Stellung), von den Alliierten als Dyle-Breda-Stellung bezeichnet, wurde durch Belgien im August 1939 begonnen.
Die Franzosen planten, vor dem Frühsommer 1941 keine grenzüberschreitenden Operationen vorzunehmen. Deutsche Angriffe sollten an der von der Grenze zur Schweiz bis Sedan reichenden Maginotlinie abgewehrt werden, in der die Heeresgruppen 2 (Prételat) und 3 (Besson) eingesetzt waren. Einen Angriff über Belgien wollte man in der Dyle-Breda-Stellung zum Stehen bringen. In ihr sollte die Heeresgruppe 1 (Billotte) gemeinsam mit dem britischen Expeditionskorps (9 Divisionen) sowie Teilen der belgischen und niederländischen Armee zum Einsatz kommen.

### Niederländischer Verteidigungsplan

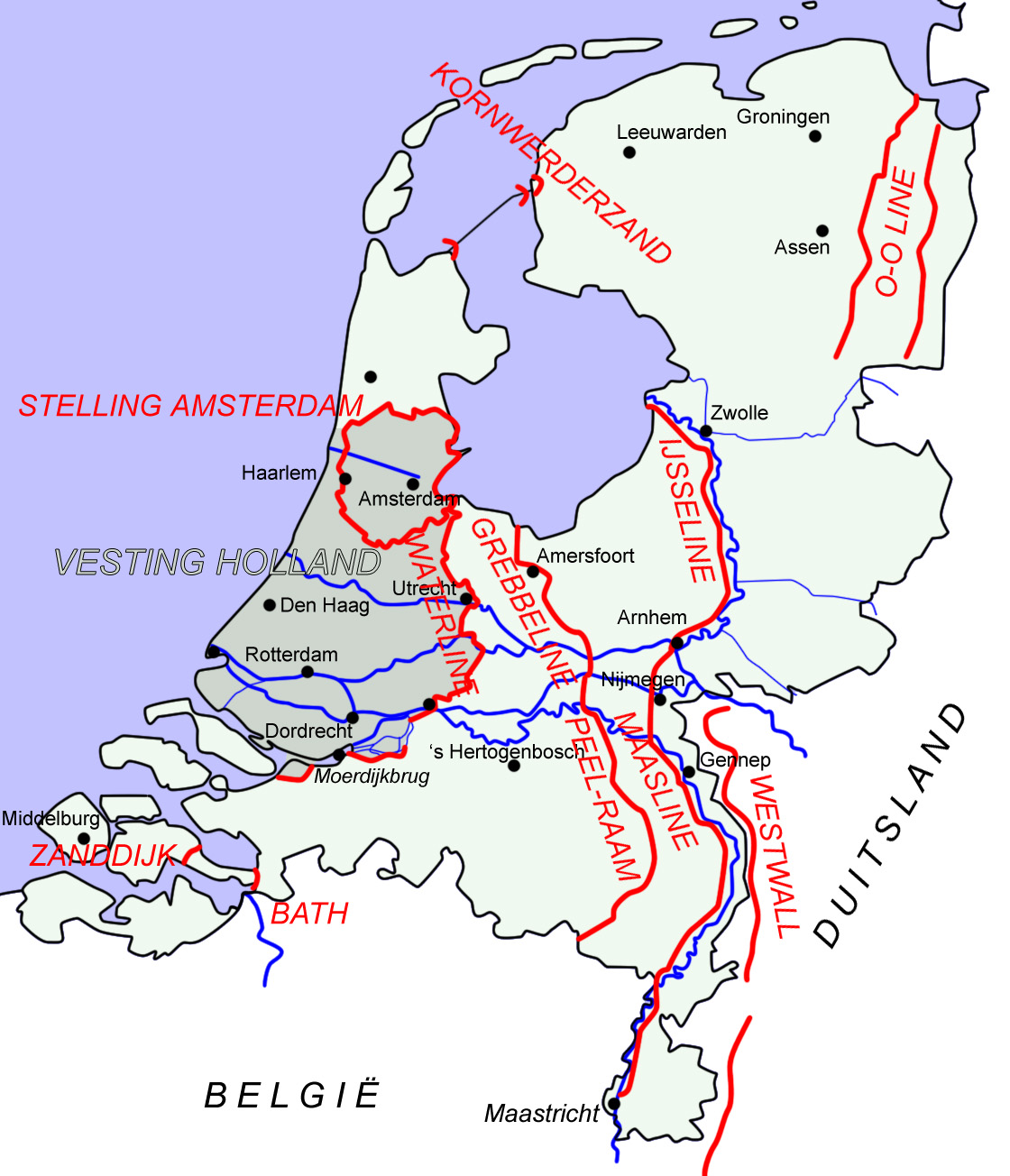
Verteidigungslinien 1940

In den Niederlanden hingegen hoffte man, so wie im Ersten Weltkrieg, den Neutralitätsstatus wahren zu können, und war daher nicht bereit, gemeinsame Verteidigungsabsprachen zu treffen, weswegen eigene Verteidigungslinien entlang der Maas und IJssel geplant wurden. Als weitere Linie war die Peel-Raam- und Grebbe-Stellung vorgesehen. Die „Festung Holland“ (Amsterdam, Rotterdam, Den Haag) sollte an der „Neuen-Holländischen Wasserlinie“ auf Höhe Utrecht verteidigt werden. Der Ausbauzustand dieser Linien war mit jenem der Belgier nicht zu vergleichen und konnte eher als gering eingestuft werden. Ebenso konnte der Ausbildungszustand der niederländischen Truppen mit jenem der Belgier nicht mithalten.

## Gemeinsame, operative Strategie und Taktik
Als operative Strategie wurde das „Dyle-Breda Manöver“ ausgearbeitet, welches folgende Operationen der Widerstandsländer beinhaltete:
Die motorisierte französische 7. Armee bewegte sich in das Gebiet nördlich von Antwerpen nach Breda und bezog dort Stellung, um die Verbindung zu den niederländischen Truppen zu gewährleisten. Die Aufgabe der belgischen Truppen bestand darin, die Festungen in der Verteidigung von Antwerpen zu halten sowie die vorbereitete KW-Stellung um Leuven zu besetzen. Das britische Expeditionskorps besetzte in weiterer Folge die noch offenen Punkte zwischen Leuven und Wavre.
Die französische 1. Armee besetzte die vorbereiteten Verteidigungsstellungen zwischen Wavre und Namur. Die französische 9. Armee und die französische 2. Armee bezogen die Verteidigungsstellungen an der Maas südlich von Namur. Auf diese Weise wurden die von den Niederlanden bis an die Schweizer Grenze reichenden Verteidigungsstellungen durch niederländische, belgische, französische und britische Truppen kontinuierlich besetzt. Eine Konfrontation mit deutschen Truppen wurde so wie im Ersten Weltkrieg erwartet.

## Einsatz der belgischen Armee

### Politische, militärische und taktische Berücksichtigung
Aus politischen, militärischen und taktischen Gründen wurden vor der eigentlichen Widerstandslinie (KW-Stellung) drei vorgeschobene Positionen (eine Deckungsstellung, eine vorgeschobene Stellung und eine Alarmstellung) die durch die belgische Armee besetzt wurden, durch das belgische Oberkommando festgelegt. Aufgrund erheblichen politischen Drucks wurde von einem weiteren Einsatz im Hinterland abgesehen, da die öffentliche Meinung nicht davon überzeugt werden konnte, dem Einsatz der belgischen Armee auf der Linie Antwerpen-Namur an der französischen Grenze Priorität zu geben. Auch mussten für die Begründung der drei vorgeschobenen Stellungen innerpolitische Ansichten berücksichtigt werden, welche vor allem aufgrund der Neutralitätspolitik und einer möglichen französischen Invasion erhebliche Auswirkungen auf das öffentliche Meinungsbild hatten.

### KW-Stellung (Koningshooikt-Wavre-Stellung)

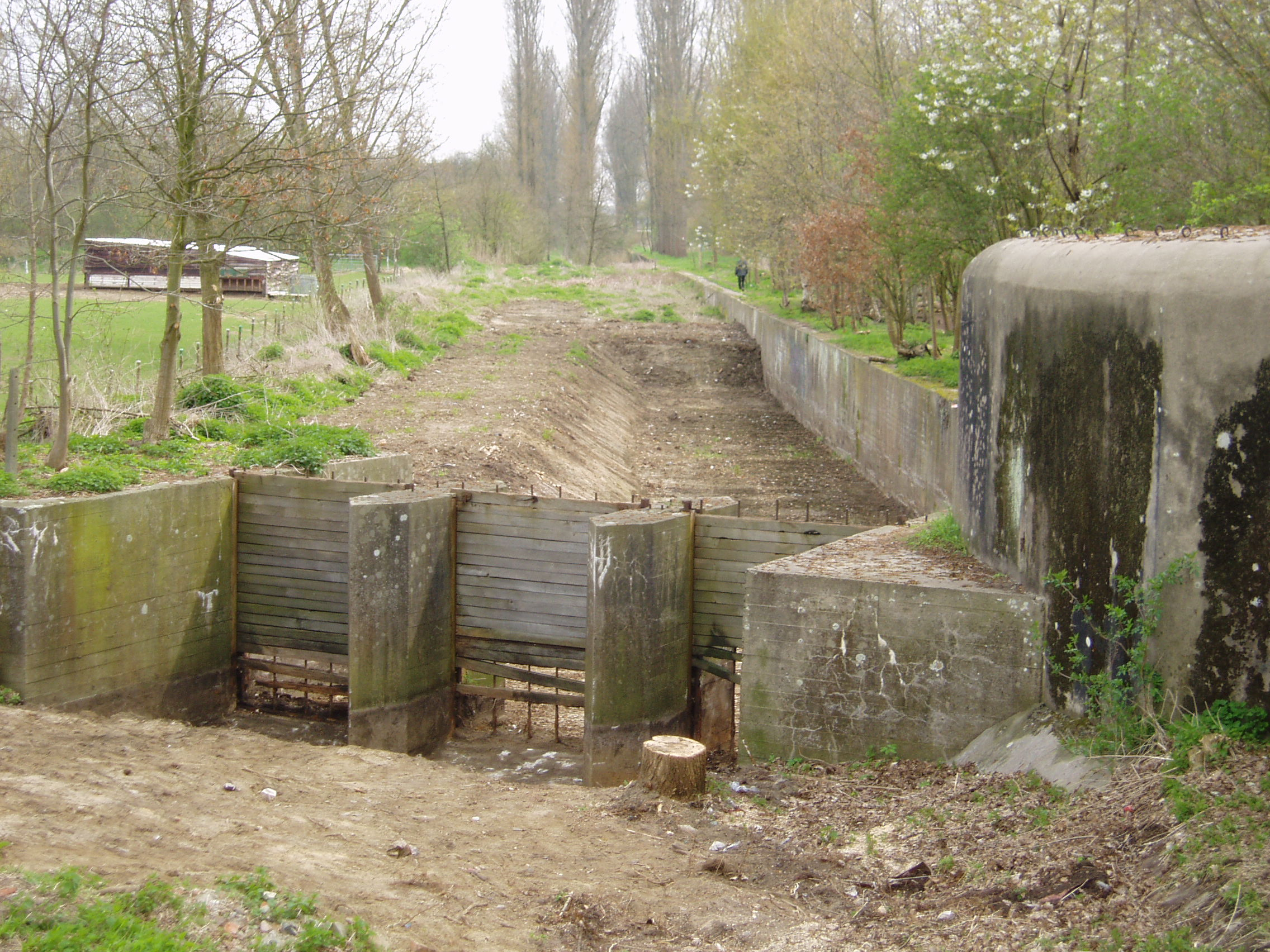
Die KW-Stellung

Diese Hauptstellung bestand aus einer durchgehenden Linie von Panzersperren (Belgische Tore, Eisenbahnfelder, Panzergräben) und wurde zusätzlich durch Kampf- und Kommunikationsbunker verstärkt. Die Stellung wurde durch Schützengräben und Stacheldrahtzäune ergänzt und mit Panzerabwehrkanonen und Maschinengewehren ausgebaut. Die KW-Stellung war jedoch nicht von vornherein besetzt.
Am 10. Mai 1940 war an der KW-Stellung lediglich die 10. Infanterie-Division stationiert. Mehr als die Hälfte der belgischen Armee war zu diesem Zeitpunkt an den drei vorgeschobenen Linien eingesetzt. Erst einige Tage später wurde das belgische 2. Armeekorps (6., 9. und 11. Infanterie-Division) sowie das 6. Armee-Korps (2., 5. und 10. Infanterie-Division) zur Verteidigung der KW-Stellung im belgischen Sektor herangezogen.

### Alarmstellung
Die Alarmstellung verlief entlang der Grenze zu den Niederlanden (Niederländisch-Limburg) und an der Grenze zu Deutschland. Diese Alarmlinie diente dazu, jeden Grenzübertritt sofort zu erkennen und diesen sofort melden zu können. Diese Position wurde von territorialen Brigaden der belgischen Gendarmerie und zugeteilten, belgischen Armeeeinheiten besetzt. Im Falle eines notwendigen Rückzugs von strategischen Punkten (z. B. Brücken), hatten sich die Truppen auf die vorgeschobene Stellung zurückzuziehen.

### Vorgeschobene Stellung
Die vorgeschobene Stellung verlief entlang der Grenze von Antwerpen nach Arlon über Maaseik. Diese weitere Position diente dazu, die Stärke der deutschen Truppen zu testen und zeitlich begrenzten Widerstand zu leisten, um die Deckungsstellung entlang des Albert-Kanals zum Großteil ohne Feindeinwirkung durch weitere Einheiten besetzen zu können. Diese vorgeschobene Position wurde in weitere zwei separate Bereiche unterteilt. Sektor Nord verlief von Antwerpen nach Lanaken. Sektor Süd verlief von Welkenraedt (Hendriks-Kapelle) nach Arlon. Zwischen Lanaken und Lüttich verlief die vorgeschobene Stellung entlang des Albert-Kanals, während die Festungen in der Umgebung von Lüttich zwischen beiden Sektoren lagen.
Im nördlichen Teil verlief die vorgeschobene Stellung vom Kanal Dessel-Turnhout-Schoten, über den Maas-Schelde-Kanal und dem belgischen Teil des Zuid-Willemsvaart. Zur Verstärkung dieses Bereiches wurden entlang des Kanals mehrere Maschinengewehrbunker erbaut. In den meisten Fällen waren diese Bunker mit zwei Schießausbuchtungen für je zwei Maschinengewehre ausgestattet. Die Verteidiger konnten dadurch die gesamte Länge des Kanals im Falle eines feindlichen Angriffes abdecken. Im südlichen Sektor wurde auf einen weiteren Ausbau verzichtet, da dieser Sektor ohnehin durch einzelne, verzweigte Bunker befestigt war.
Am 10. Mai 1940 wurden alle Verteidigungsstellungen und Bunker der vorgeschobenen Stellung besetzt. Die belgische Armeeführung positionierte konsequent mobile Einheiten (Fahrrad, Motorrad oder LKW) entlang der Stellungen. Diese mobilen Aufklärungseinheiten der Infanterie-Divisionen und Kavallerie-Korps konnten somit rasch im Bedarfsfalle von denen ihnen nun zugewiesenen Positionen in die Deckungsstellung verschoben werden.
- In Turnhout selbst besetzten Einheiten bei Antwerpen die Stellungen
- Zwischen Turnhout und Arendonk wurde die mobile Aufklärungseinheit der 15. Infanterie-Division aufgestellt. Es handelte sich dabei um 3 Staffeln Radfahrtruppen mit weniger schweren Waffen, aber größerem Aufklärungsradius.
- Zwischen Arendonk und Lommel besetzte die mobile Aufklärungseinheit (Radfahrtruppen) der 18. Infanterie-Division die Verteidigungsstellung.
- Der wichtigste Teil der Stellung, zwischen Lommel und Lanaken, wurde durch erheblich besser ausgerüstete Einheiten besetzt. Dafür wurde speziell eine temporäre Kampftruppe „Ninitte“ aufgestellt. Diese stand unter dem Kommando des Kavallerie-Korps. Sie bestand aus dem 1. Gendarmerie-Radfahrregiment, das den Abschnitt zwischen Lommel und Kaulille besetzte, dem 2. motorisierten LKW Regiment, zwischen Kaulille und Eisden und dem 1. Jäger-Regiment zu Pferd zwischen Eisden und Lanaken. Zusätzlich wurde diese Kampftruppe durch mobile Einheiten der 17. Infanteriedivision, zwischen Briegden und Vucht und der 5. und 6. Kompanie verstärkt.

Am selben Tag wurden diese Positionen, an mehreren Stellen zwischen Maaseik und Briegden von deutschen Truppen, die die Maas überquert hatten, angegriffen.

### Deckungsstellung
Die Deckungsstellung verlief entlang des Albert-Kanals und umfasste die Forts rund um Lüttich und der Maas um Namur. Entlang des Kanals wurden alle 600 Meter Maschinengewehrbunker vor der Wasserlinie errichtet. Sämtliche Brücken wurden mit Sprengladungen vermint, Felder unter Wasser gesetzt und Panzersperren erbaut. Die Deckungsstellung wurde mit 14 belgischen Divisionen besetzt, mehr als der Hälfte der belgischen Armee.

## Deutscher Angriff (Fall „Gelb“)
Seit dem Jahresende 1939 wurden Truppen, die vielfach zuvor in Polen eingesetzt worden waren, an die Grenze der Benelux-Staaten in „Ruhestellung“ verlegt und übten einen Angriff, der wegen des vorgezogenen Überfalls auf Dänemark und Norwegen dann erst im Frühjahr 1940 durchgeführt wurde. In den Morgenstunden des 10. Mai 1940 erfolgte die erste Angriffsphase des Westfeldzuges, der Angriff auf die Niederlande, Belgien, Luxemburg und Nordfrankreich. Die Heeresgruppe B mit Unterstützung des Luftlandekorps griff neben Teilen der Grenzbefestigungen der Belgier am Albert-Kanal vor allem Brücken und Flugplätze im Hinterland an und besetzte diese.

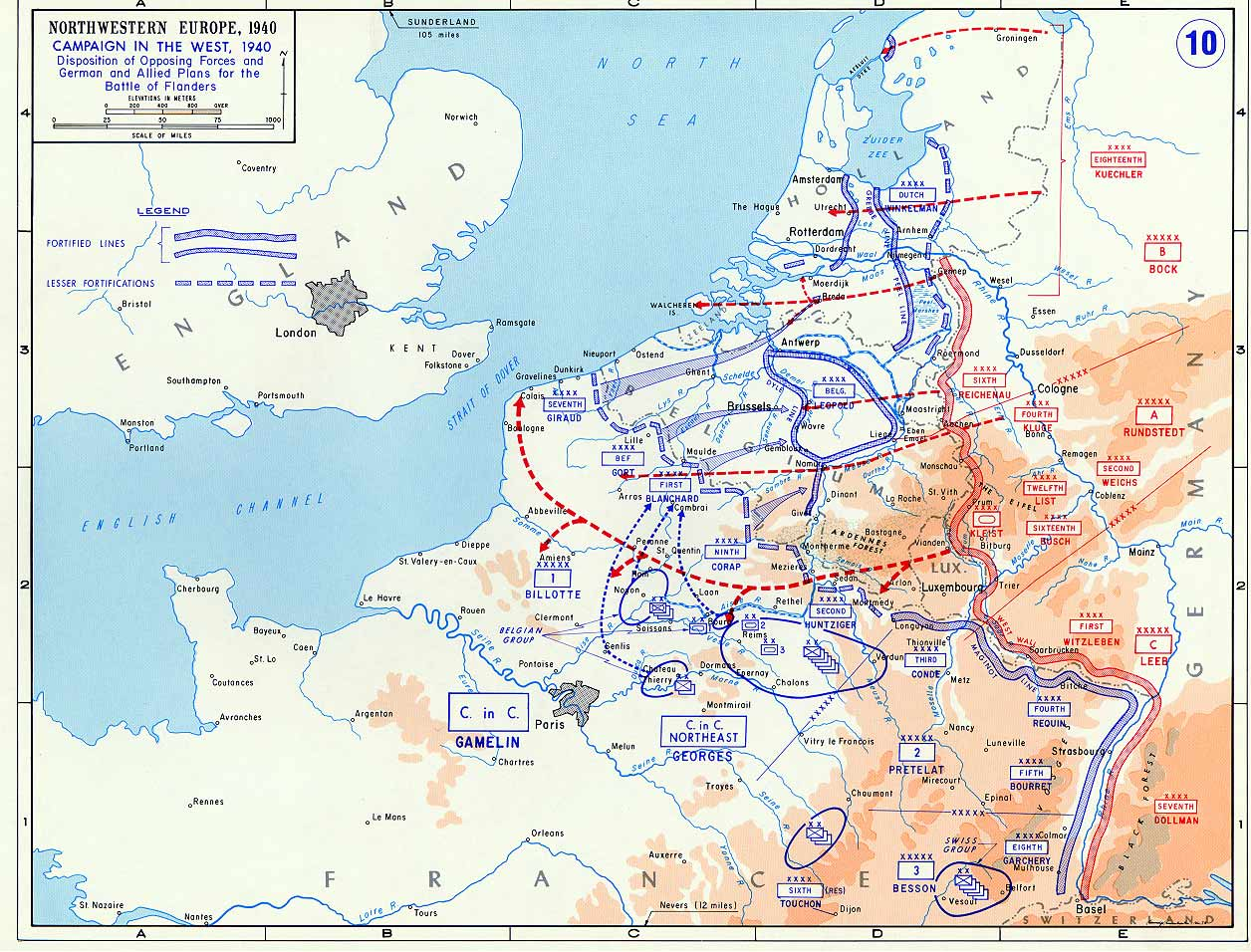
Deutsche und alliierte Pläne

Die Inbesitznahme der Ziele gelang fast überall, die Brücken über das Hollandsch Diep bei Moerdijk, über die Noord bei Dordrecht und die Neue Maas bei Rotterdam fielen unversehrt in Besitz des deutschen Heeres. Die Waalbrücke Nijmegen und die Brücke bei Arnheim konnte jedoch noch vor dem deutschen Einmarsch gesprengt werden. Weitere strategisch wichtige Brücken in Belgien und den Niederlanden konnten durch Kommandoeinsätze kleiner Trupps unmittelbar vor Beginn der Offensive bis zum Eintreffen deutscher Bodentruppen gesichert werden.
- Siehe auch: Schematische Kriegsgliederung der Wehrmacht für den Westfeldzug

### Alliierte – Belgien
Der schnelle Vormarsch der Wehrmacht hatte die Alliierten überrascht. Die französische Armee war zusammengebrochen und das britische Expeditionskorps befand sich auf dem Rückzug nach Dünkirchen. Die belgischen Truppen versuchten diesen Rückzug nach Kräften zu decken. Die Dyle-Breda-Stellung wurde am 16. Mai durchbrochen, einen Tag später wurde Brüssel kampflos durch deutsche Heereseinheiten besetzt. Die belgische Armee wurde im Raum Brügge eingekesselt und stellte am 28. Mai um 4:00 Uhr morgens das Feuer ein. König Leopold III. unterzeichnete die Kapitulation der belgischen Armee und ging mit seinen Soldaten in Kriegsgefangenschaft.

### Alliierte – Frankreich
Die deutsche Heeresgruppe A überquerte unter General Heinz Guderian die Maas mit der Absicht, von einem sicheren Maasübergang aus tief nach Nordwesten in Richtung der Küste des Ärmelkanals und somit in den Rücken der gemäß dem Dyle-Plan nach Belgien vorgerückten alliierten Truppen vorzustoßen. Am 13. Mai 1940 begann mit der Schlacht von Sedan der wichtigste Teil des deutschen Planes zur Einkreisung der alliierten Armeen in Belgien und im Nordosten Frankreichs („Sichelschnittplan“).
Am 15. Mai besiegten die Deutschen die letzten französischen Abwehrkräfte und drangen westwärts in die strategische Tiefe der alliierten Front ein. Fünf Tage später, am 20. Mai, erreichten deutsche Panzer den Ärmelkanal bei Abbeville. Die Schlacht von Sedan trug maßgeblich zur schnellen Niederlage Frankreichs bei.

### Alliierte – Großbritannien
Am 10. Mai 1940 besetzte das Britische Expeditionskorps (BEF) die geplanten Stellungen in Belgien. Nach dem deutschen Durchbruch bei Sedan erfolgte der britische Rückzug aus Belgien. Der deutsche Vormarsch kam unerwartet rasch voran, so dass das britische Kriegskabinett bereits am 19. Mai einen Abtransport des BEF erwog.
Im Rahmen der Operation Dynamo wurden vom 26. Mai bis zum 4. Juni 1940 nahezu das gesamte britische Expeditionskorps in Frankreich und Teile der französischen Armee, die von deutschen Truppen bei Dünkirchen eingekesselt waren, auf dem Seeweg nach Großbritannien evakuiert.

### Alliierte – Niederlande

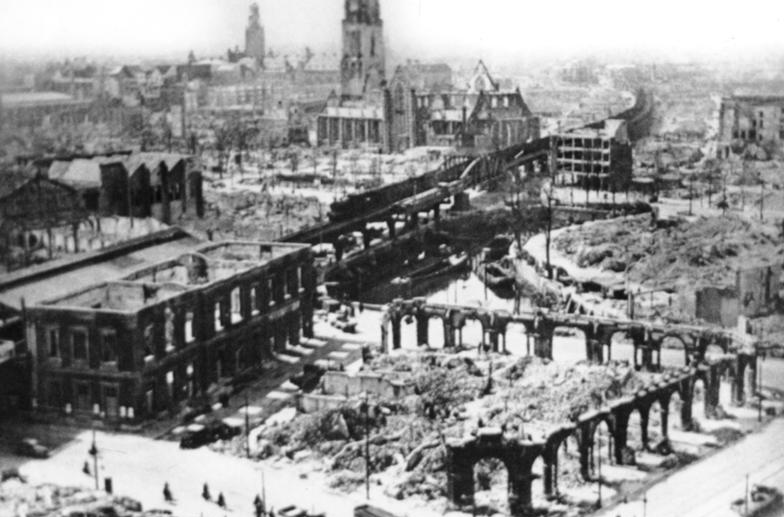
Rotterdam nach dem Bombenangriff

Am 13. Mai 1940 erfolgten schwere Kämpfe um Rotterdam, einen der Eckpfeiler der „Festung Holland“. Am 14. Mai scheiterte ein Versuch, den niederländischen Stadtkommandanten, Oberst Pieter Scharroo, zur Übergabe der Stadt zu bewegen, weswegen den Verteidigern von Rotterdam ein unmittelbar stattfindender Bombenangriff angedroht wurde. Trotz erfolgreicher, verlängerter, gegenseitiger Waffenruhe konnte aufgrund von Kommunikationsschwierigkeiten nur die zweite Staffel des anfliegenden Kampfgeschwaders 54 durch einen Gegenbefehl zurückbeordert werden. So warfen 57 Bomber der im Anflug auf Rotterdam befindlichen ersten Staffel, in der falschen Annahme, ihr Angriffsbefehl bestehe noch, insgesamt 97 Tonnen Sprengbomben ab. Die Altstadt wurde zerstört, hingegen erlitten die Verteidigungsanlagen kaum Treffer.
Beim Luftangriff auf Rotterdam wurden 1.728 Zivilpersonen getötet. Dieses Ereignis wird, neben der Androhung eines weiteren Angriffs auf das ebenfalls zäh verteidigte Utrecht und der nahezu hoffnungslosen militärischen Gesamtlage, als entscheidend für den Entschluss zur Gesamtkapitulation der niederländischen Streitkräfte im Mutterland gesehen. Sie wurde am 14. Mai um 20:30 Uhr per Rundfunk verkündet.

## Folgen

### Niederlande

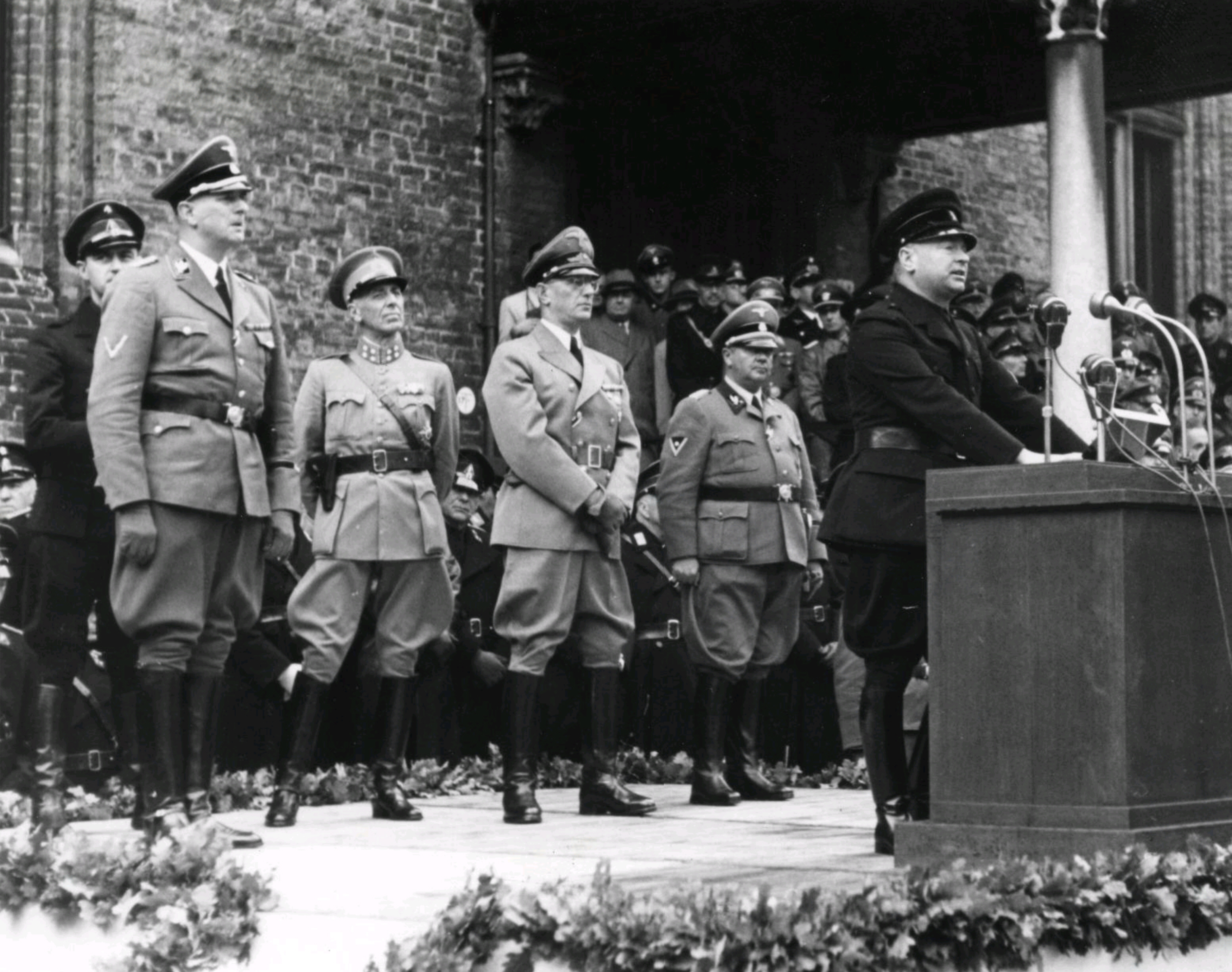
Hanns Albin Rauter, Hendrik Alexander Seyffardt (NSB), Seyß-Inquart, Wilhelm Harster und Anton Mussert (NSB), Den Haag, 11. Oktober 1941

Am 18. Mai 1940 wurde Arthur Seyß-Inquart zum Reichskommissar für die Niederlande berufen. Wehrmachtbefehlshaber für die Niederlande wurde General Friedrich Christiansen. Unter der deutschen Herrschaft begannen Arbeitspflicht und Judenverfolgung. Mit Hilfe der niederländischen Nationaal-Socialistische Beweging (NSB) unter Anton Mussert wurde versucht, das sog. artverwandte germanische Volk zu nazifizieren. Nach dem Krieg sollten die Niederlande in ein großgermanisches Reich integriert werden.
Königin Wilhelmina und die Regierung flohen nach London und bildeten dort eine Exilregierung. Die niederländische Marine und Teile der Luftwaffe entzogen sich dem deutschen Zugriff und kämpften auf der Seite der Alliierten weiter. Niederländisch-Indien mit der Königlich Niederländischen Indischen Armee unterstellte sich der Exilregierung und kämpfte später im Rahmen des ABDACOM auf der Seite der Amerikaner, Australier und Briten gegen die angreifenden Japaner in Südostasien.

### Luxemburg
Der deutsche Außenminister Joachim von Ribbentrop versicherte am 10. Mai 1940, die territoriale und politische Unabhängigkeit des Großherzogtums Luxemburg würde nicht angetastet. Aber Luxemburg wurde tatsächlich zum 2. August unter Militärverwaltung gestellt. Danach wurde es als Cdz-Gebiet Luxemburg unter Gustav Simon auf Befehl Hitlers germanisiert und völkerrechtswidrig annektiert. Simon leitete die Judenverfolgung ein, führte den Reichsarbeitsdienst für junge Luxemburger ein und 10.211 Luxemburger mussten als Zwangsrekrutierte völkerrechtswidrigen Kriegsdienst in Wehrmacht oder SS leisten.

### Belgien

#### Annexion Ostbelgiens

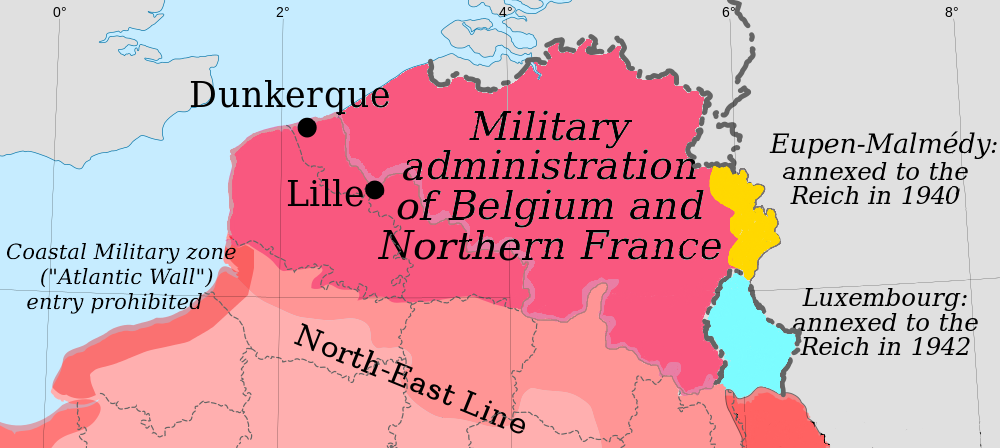
Belgien nach dem Westfeldzug

Vor der Kapitulation der belgischen Armee vom 28. Mai wurde mit Führererlass vom 18. Mai Ostbelgien, d. h. das Gebiet von Eupen-Malmedy, das Deutschland 1920 infolge des Versailler Vertrags an Belgien hatte abtreten müssen, völkerrechtswidrig annektiert und in den NSDAP-Gau Köln-Aachen eingegliedert. Die deutschsprachige Bevölkerung begrüßte den Schritt, wurde damit aber auch vom Deutschen Reich ab 1941 zum Kriegsdienst in Wehrmacht oder SS zwangsrekrutiert. Nach der Befreiung Belgiens durch die Alliierten wurden die belgischen Kollaborationsgesetze auch auf sie angewandt.

#### Exilregierung
Die Regierung Hubert Pierlot floh über Limoges nach London ins Exil und konnte mit den freien belgischen Streitkräften (Forces belges libres) den Kampf fortsetzen. So kämpfte die belgische Force Publique (kongolesische Kolonialarmee) in Nordafrika und im Ostafrikafeldzug und in England wurden neben der Brigade Piron auch Luftwaffeneinheiten gebildet. König Leopold III blieb in Belgien und wurde auf der Zwangsresidenz Schloss Laken festgehalten.

#### Belgien und Nordfrankreich
Mit dem Militärbefehlshaber Alexander von Falkenhausen und dem Verwaltungschef Eggert Reeder wurde die Militärverwaltung in Belgien und Nordfrankreich errichtet, die eine Volkstums- und Flamenpolitik betrieb und mit dem flämischen Nationalverband, den Rexisten und der vorgefundenen Zivilverwaltung zusammenarbeitete. Unter der deutschen Herrschaft wurden die Arbeitspflicht und die Judenverfolgung eingeführt. Am 12. Juni 1944, sechs Tage nach dem D-Day, wurde die deutsche Militärverwaltung in Belgien und Nordfrankreich in die Zivilverwaltung des kurzlebigen Reichskommissariates Belgien und Nordfrankreich umgewandelt, dessen Leiter war ab dem 18. Juli 1944 Josef Grohé.

## Juristische Aufarbeitung

### Verbrechen gegen den Frieden

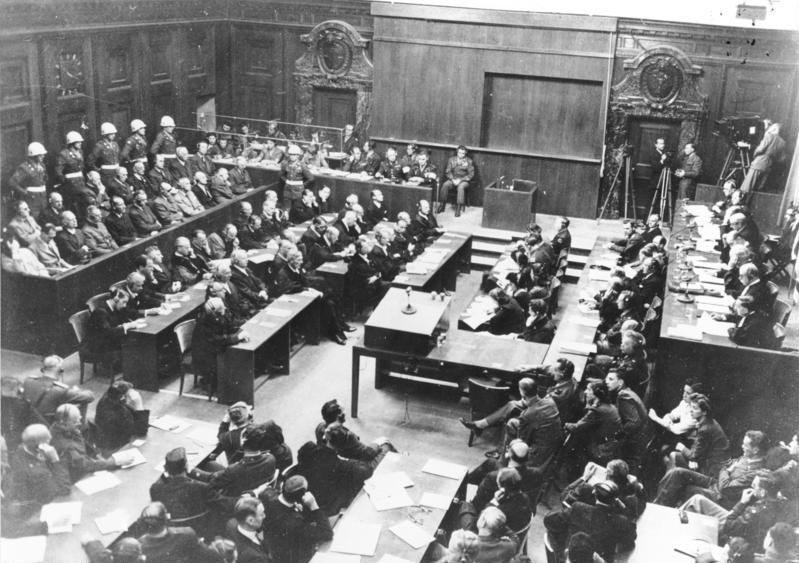
Nürnberger Prozess, 30. September 1946

Die Planung und Durchführung des unprovozierten Angriffskrieges gegen die neutralen Staaten Niederlande, Belgien und Luxemburg wurden im Nürnberger Prozess gegen die Hauptkriegsverbrecher der militärischen und politischen Führungsriege als Führungsverbrechen vorgeworfen und als solches verurteilt.